# Ойва Тойкка
О́йва Ка́лерво То́йкка (фін. Oiva Kalervo Toikka; 29 травня 1930, Виборг — 22 квітня 2019, Гельсінкі) — фінський художник, спеціаліст з кольорового скла, професор стокгольмської школи мистецтв та дизайну Konstfack.  
Нагороджений державною нагородою Фінляндії для діячів мистецтв — медаллю «Pro Finlandia» (1980).
Художник співпрацював з багатьма відомими дизайнерськими фірмами як от «Arabia» (1956—1959) та «Iittala». Міжнародне визнання йому принесли скляні птахи, які протягом десятиліть є предметом колекціонування, а також дизайнерський посуд серії «Росинки» (фін. Kastehelmi).

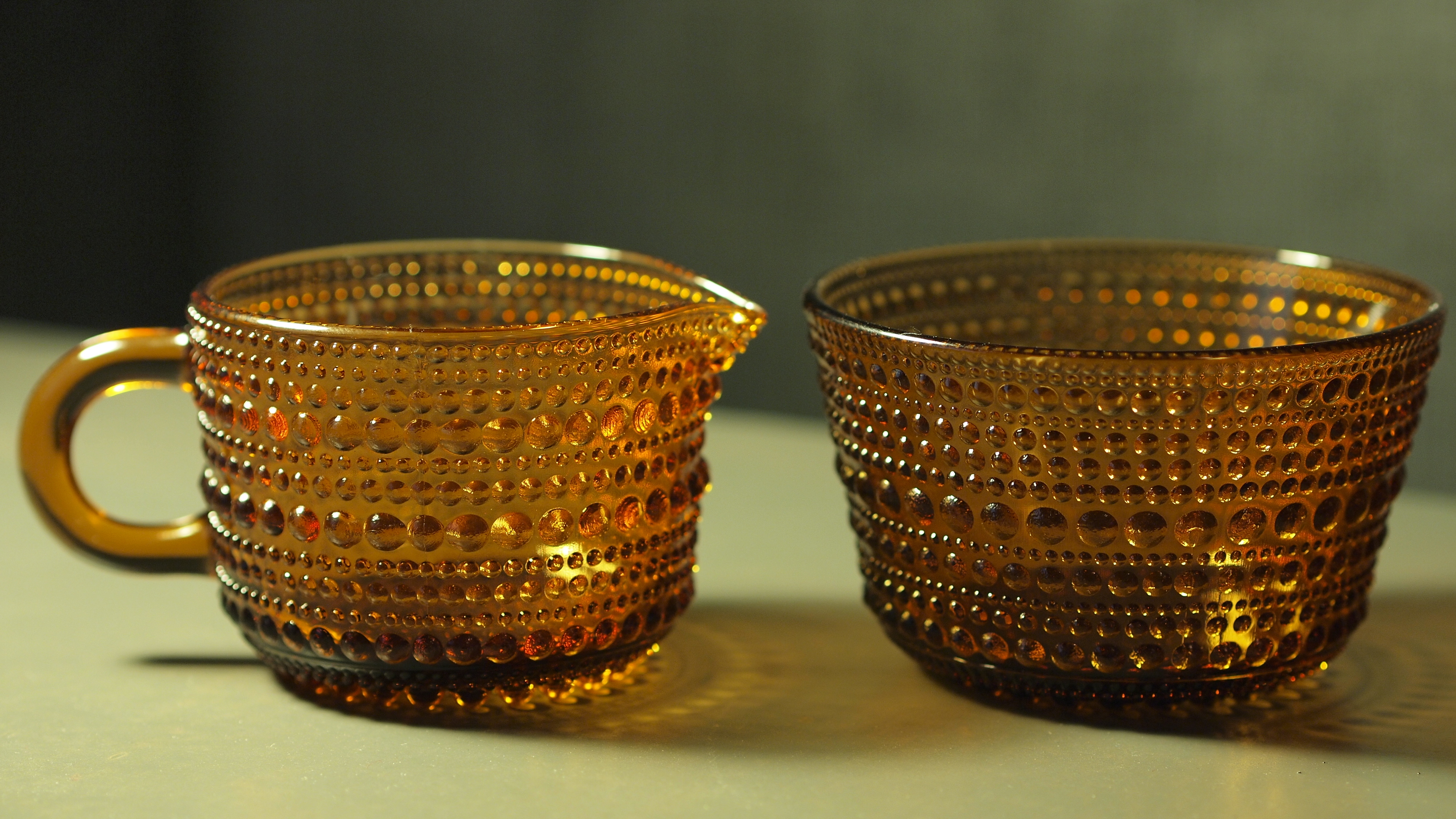
посуд серії «Росинки»

12 травня 2019 року в Музеї скла відкрилась ретроспективна виставка робіт художника «В магічній країні — мистецтво Ойви Тойкки».